# Commemorative Air Force

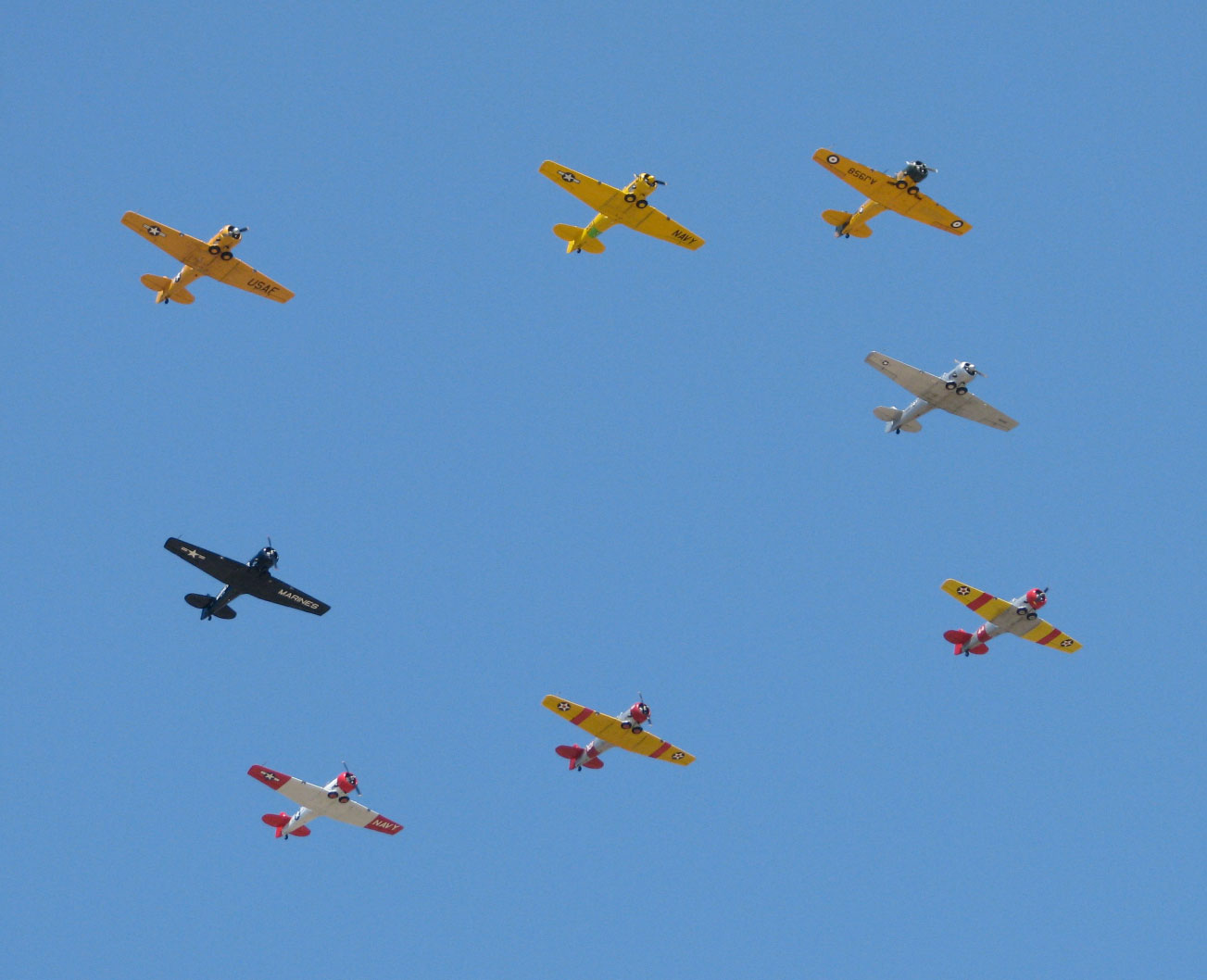
Formation aus acht T-6 Texan der Commemorative Air Force.

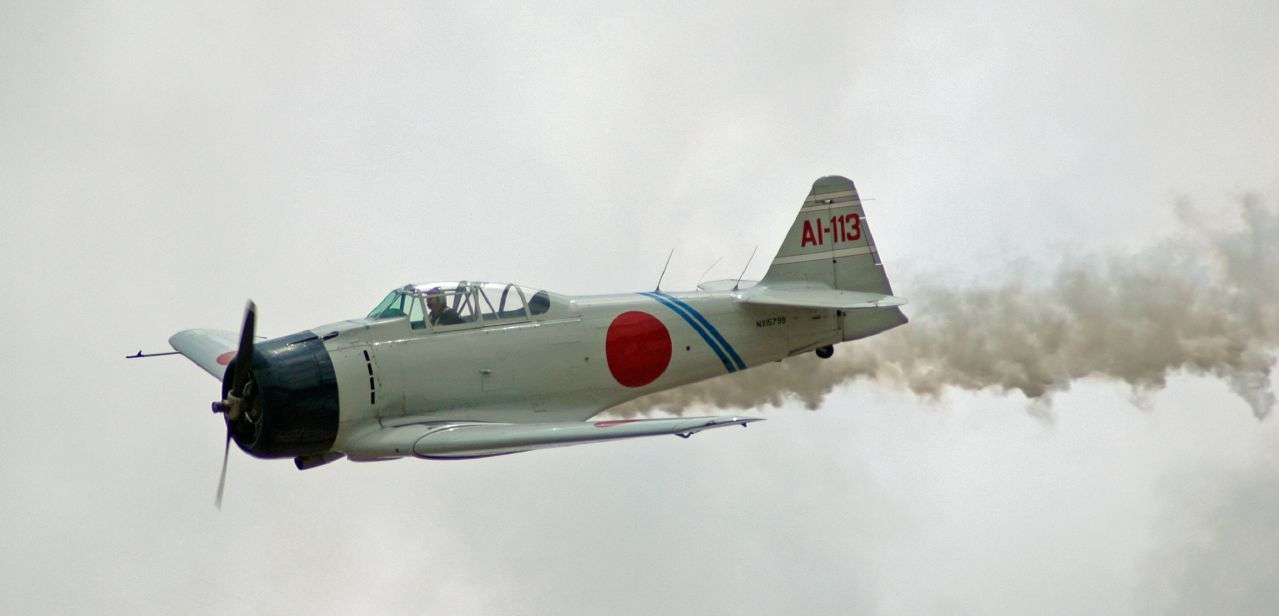
T-6 Texan der Commemorative Air Force, „japanisiert“ in der Tora, Tora, Tora-Show.

Die Commemorative Air Force (CAF) ist eine Vereinigung in den Vereinigten Staaten, die sich zum Ziel gesetzt hat, mindestens ein Exemplar von jedem Flugzeug, das im Zweiten Weltkrieg geflogen ist, für die Nachwelt zu erhalten. Etwa 13.000 ehrenamtliche Mitglieder betreuen in regionalen Wings, teilweise auch außerhalb der USA, die mehr als 175 Flugzeuge von mehr als 60 verschiedene Typen repräsentieren. Auch Flugzeuge aus mehreren ausländischen Ländern und anderen militärischen Konflikten seit dem Zweiten Weltkrieg hat die CAF. Unter den Flugzeugen befinden sich Bomber wie die Boeing B-29 Superfortress und ehemals gegnerische Flugzeuge wie die japanische Mitsubishi A6M3 Zero, die deutsche Ju 52 oder eine Bf 109.
Ursprünglich nannte sich die Gruppe Confederate Air Force, wurde aber nach einem Mitgliedervotum im Jahre 2001 in Commemorative Air Force umbenannt.
Die Anfänge gehen zurück auf das Jahr 1951, als eine Gruppe Luftfahrtbegeisterter um den Fluglehrer Lloyd Nolen eine Curtiss P-40 Warhawk aus Überbeständen der USAF erwarb. Mit dem Erwerb des zweiten Flugzeuges im Jahr 1957, einer North American P-51 Mustang, durch die Gruppe entwickelte sich die Vision vom Erhalt aller Flugzeugmuster des Zweiten Weltkrieges.
Insbesondere als in den 1960er Jahren deutlich wurde, dass weder die USAF noch die Navy ein Interesse am Erhalt jener Flugzeuge hatten, sondern zur Ausmusterung und Verschrottung der Maschinen neigten, formierte sich die CAF am 6. September 1961 als Non-Profit-Organisation, um sich für das verfolgte Ziel besser aufzustellen.
Heute befindet sich das Museum und der Hauptsitz der CAF in Midland, Texas. 

## Abstürze
Am 12. November 2022 kam es während der Flugschau „Wings Over Texas“ auf dem Dallas Executive Airport im Rahmen des Veterans Day zu einer folgenschweren Kollision zweier Maschinen der Commemorative Air Force: Dabei stieß eine P-63F Kingcobra (Luftfahrzeugkennzeichen N6763)  mit einer Boeing B-17G-95-DL Flying Fortress (mit dem Namen „Texas Raiders“, Kennzeichen N7227C) zusammen. Der Einschlag der P-63 durchtrennte den Rumpf der B-17 direkt hinter den Tragflächen. Beide Flugzeuge stürzten zu Boden; Feuer brachen aus. Bei dem Unfall kamen der Pilot der Kingcobra sowie fünf Personen an Bord der Flying Fortress ums Leben.